# The Mickey Mouse March

The Mickey Mouse March est une chanson écrite et composée par Jimmie Dodd en 1955. Cette chanson à la gloire de Mickey Mouse était le générique de l'émission télévisée américaine The Mickey Mouse Club, diffusée sur ABC. Pour cette raison, elle est parfois appelée Mickey Mouse Club March.
Il s'agit d'une marche pour fanfare dont les paroles font par ailleurs directement référence à l'émission. Lors du refrain, les chœurs chantent le nom de Mickey Mouse et on peut entendre Donald Duck en arrière-plan dire son nom à la place de celui de Mickey. Il existe une version abrégée, plus calme et plus lente servant de générique de fin.
Au fil des décennies, elle est devenue un emblème de la culture américaine, plusieurs fois reprise et parfois à titre parodique ou ironique. Ce fut le cas notamment dans le film de Stanley Kubrick, Full Metal Jacket, où des soldats entonnent la chanson sur le champ de bataille en pleine guerre du Viêt Nam. Elle devient le symbole d'une innocence perdue.

## Personnages
Personnages apparaissant dans le générique du Mickey Mouse Club : 
- Mickey et Minnie Mouse
- Donald et Daisy Duck
- Dingo
- Pluto
- Tic et Tac
- Clarabelle Cow
- Balthazar Picsou
- Horace Horsecollar
- Pat Hibulaire
- Riri, Fifi et Loulou
- Jiminy Cricket
- Dumbo et Timothée
- Les trois petits cochons et le Grand Loup
- L'ours Nicodème et le gardien Lanature